# 동력삽

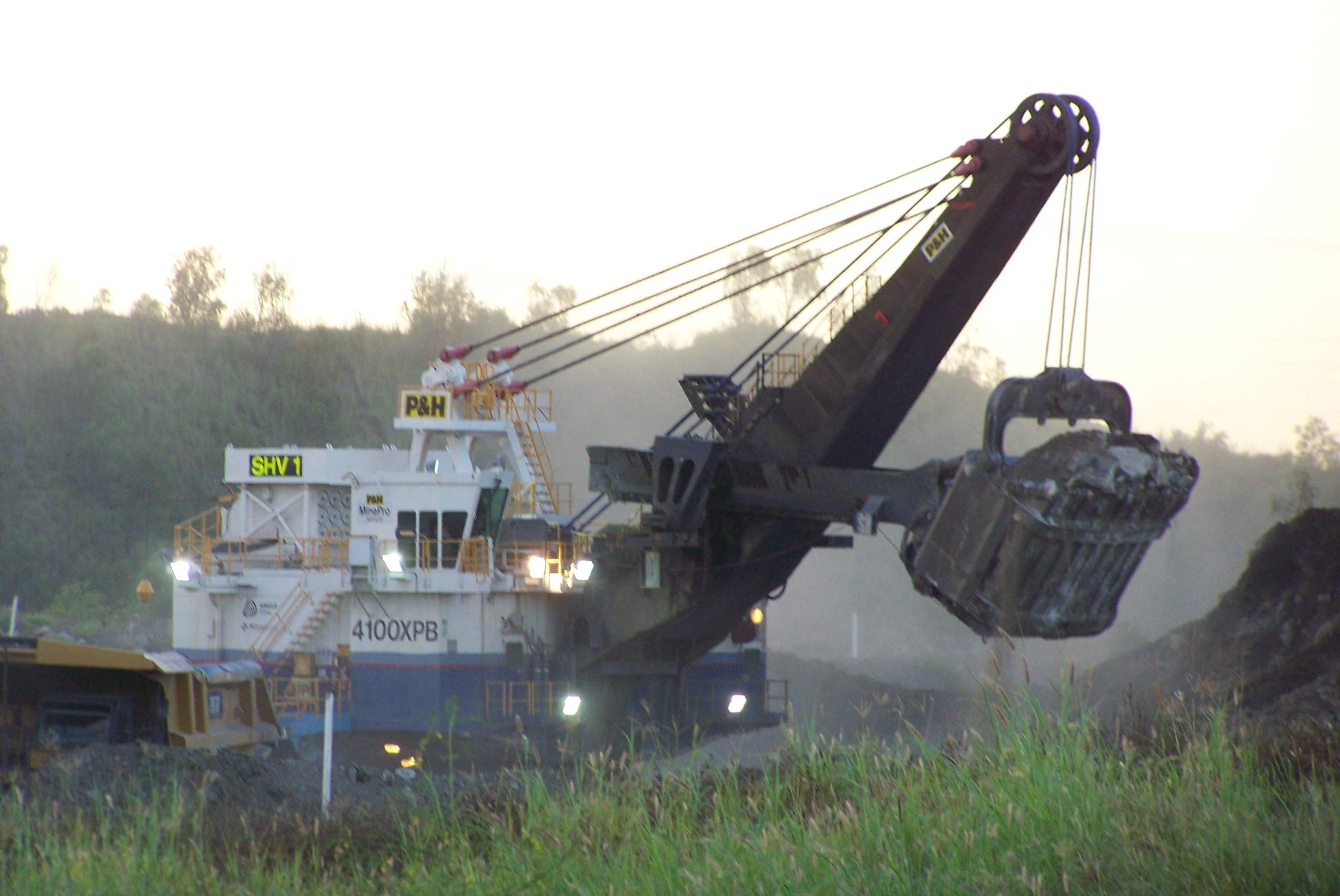
P & H 4100 XPB 셔블

동력삽(power shovel)은 버킷(용기)이 부착된 기계로, 보통 전기로 움직이며, 흙이나 바위 조각을 파내고 싣거나 광물 채굴에 사용된다.

## 형태와 구조
본체는 무한궤도와 그 위에서 자유로이 선회하는 상부 구조로 되어 있으며, 상부 구조 중에 월동기·유압장치·로프를 조작하는 원치·운전석 등이 있다. ‘디퍼(dipper)’라고 하는 굴착 용기를 부착한 팔을 강제(鋼製)인 붐(boom)의 중간쯤에 부착시키고, 유압 실린더나 와이어 로프로 디퍼를 전방으로 밀어내고 위쪽으로 끌어올려서 흙을 파고 붐과 함께 본체의 주위를 선회시켜서 덤프 트럭 등에 짐을 싣는다. 작업 중에는 보통 스스로 이동하지 않는다.

## 다양한 용도

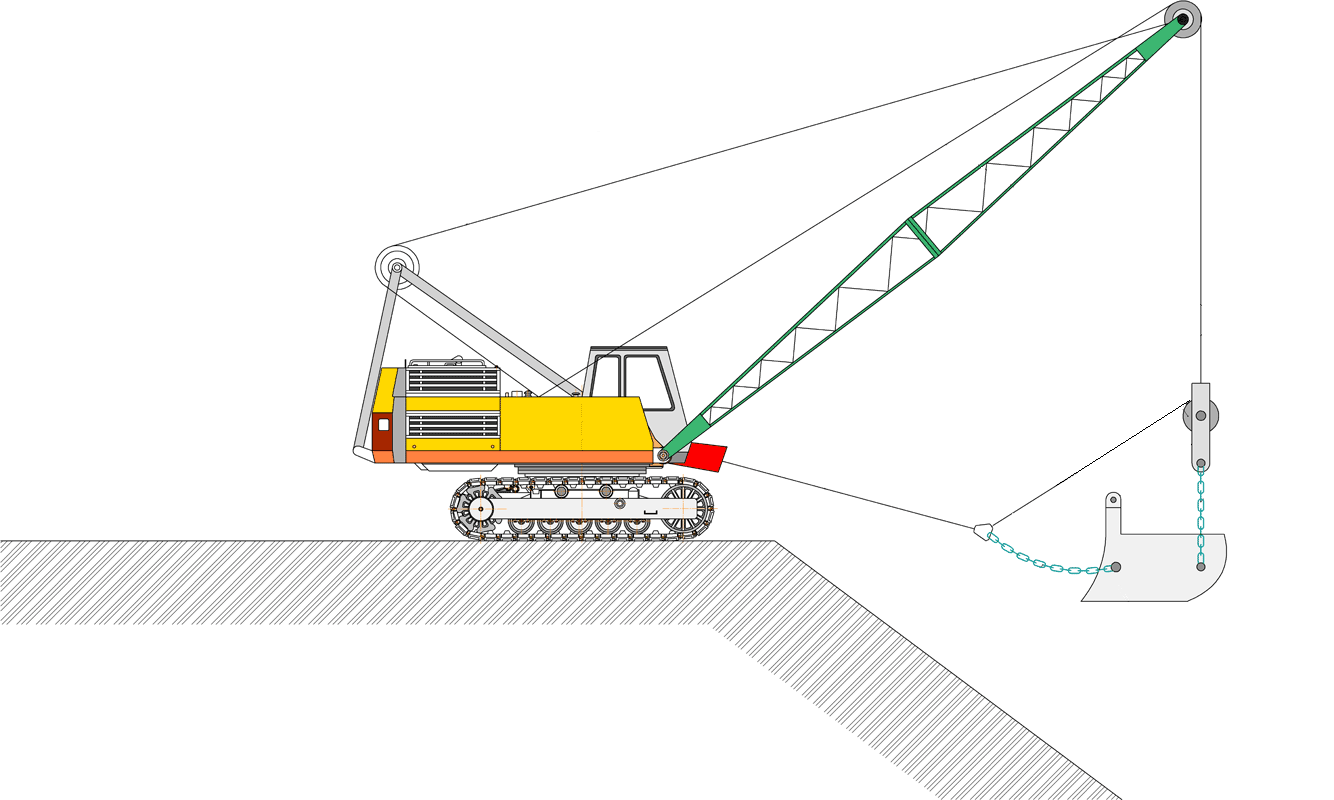
드래그 라인

파워셔블에서는 디퍼가 달린 붐을 풀고, 대신 붐에 각종 부속 장치를 부착시켜서 여러 가지 작업을 할 수가 있다. 지하면의 부분을 안쪽을 향해서 굴착하고 도랑 등을 파는 것이 백 호(back hoe, drag shovel)이다. 감아올리는 로프 앞쪽 끝에 후크를 달면 크레인이 되며, 버킷을 붙이면 드래그라인(dragline) 또는 클램셸(clamshell)이 된다. 드래그라인은 하저(河底)와 해저의 준설(浚渫)이나 지면하의 굴착에, 또 클램셸은 도랑을 파는 일이나 빌딩의 지하 등 깊은 구멍을 굴착하는 데에 사용된다. 표준형 디퍼나 버킷의 용량은 0.6m3이며 클램셸인 경우에 굴착의 깊이는 15m에 달한다. 붐(boom) 끝에 파일드라이버(pile driver, 말뚝 박는기계) 등을 달면 기초공사도 할 수 있다. 파일드라이버에는 해머를 로프에 매달아서 낙하시키는 드롭해머와 디젤엔진으로 해머를 올렸다가 낙하시키는 현수식(懸垂式)의 것이 있다. 드릴을 부착시켜서 지면에 콘크리트 주입용의 구멍을 뚫는 데에도 사용된다.

## 같이 보기
- 굴착기